# Estadio Américo Montanini
Estadio Américo Montanini (anteriormente Alfonso López) es un recinto deportivo situado en la ciudad colombiana de Bucaramanga. Cuenta con un aforo para 25 000 espectadores. Es la sede del Atlético Bucaramanga, club de la Categoría Primera A del fútbol profesional colombiano. Desde el 11 de junio de 2024 lleva el nombre del futbolista colombo-argentino José Américo Montanini, uno de los máximos ídolos del cuadro leopardo.

## Historia
La estructura, que inicialmente fue construida para suplir las necesidades adquiridas con el compromiso de realizar los V Juegos Nacionales, fue inaugurada el 12 de diciembre de 1941. Recibió como nombre Unidad deportiva Alfonso López Pumarejo, en honor a quien condujo por dos periodos las riendas de la nación (1934 a 1938 y 1942 a 1945), decreto expedido por quien fuera el gobernador de la época, Alfredo Cadena D'Costa.
El escenario no tuvo un uso específico hasta 1949, cuando comenzó a servir como sede del naciente equipo de fútbol Atlético Bucaramanga; desde ese entonces, se le han realizado tres intervenciones. La primera se dio en 1955, en la que se levantó el sector occidental para ser forjado en concreto, pero con una extensión menguada respecto a la ya existente. Pasarían 17 años para que en 1972 se hiciera la segunda intervención sobre el terraplén, donde se levantó una tribuna mayor ampliando las plataformas de norte y sur, al tiempo que en la tribuna oriental se construyeron pequeñas cabinas de radio para la prensa. Con esta intervención la capacidad pasaría de 10 000 a 15 000 espectadores.
La realización de los Juegos Nacionales 1996 fue el propósito de la última importante ampliación. Las obras radicaron en levantar en concreto un parqueadero para automóviles, la eliminación de la cubierta en la tribuna occidental, el traslado de las cabinas de radio, construcción de palcos para dignatarios, ampliación de las tribunas norte y sur occidental y, por último, la construcción de una tribuna alta preferencial, lo que elevó la capacidad del escenario a un aforo de 28 000 espectadores.

### Gramado sintético
En 2006 el estadio Alfonso López fue sometido al cambio de grama, con el objeto de reducir costos en el mantenimiento de la cancha. Es así como esta plaza pasó a ser la primera en Colombia en contar con campo sintético Star 2.
La nueva gramilla se estrenó con un partido amistoso entre el Atlético Bucaramanga y el Club Olimpia de Paraguay, que terminó con victoria del visitante 1:2. El 16 de noviembre de 2007, la FIFA otorga la certificación oficial de calidad a la gramilla sintética.

### Proyecto de ampliación Tribuna Oriental
Desde 2014, se tiene proyectada la ampliación de la tribuna oriental del estadio, pero la falta de recursos y la corrupción de algunas administraciones no ha permitido llevar a cabo el proyecto. En 2020, las autoridades departamentales tenían en su plan de gobierno ampliar la tribuna oriental para llegar a una capacidad máxima en el escenario de 33 000 espectadores, con silletería y techo en todas las tribunas, si Colombia era elegida para organizar el Mundial Femenino FIFA de 2023. Al ser elegida por la FIFA la candidatura conjunta de Australia y Nueva Zelanda, se echó para atrás la realización del proyecto. Con el título del Atlético Bucaramanga en el Apertura 2024, el primero en la historia de la institución, y la consecuente clasificación a la Copa Libertadores 2025, el Departamento de Santander a través de su Gobernador, Juvenal Díaz, ha firmado un convenio para la realización de estudios técnicos con el fin de estudiar la ampliación del estadio en las tribunas Oriental, Norte y Sur Baja, aunque para suplir las necesidades requeridas por Conmebol para que el estadio pueda albergar los partidos de local del equipo leopardo en el torneo continental el gobernador anunció recursos en el arreglo de luminarias, camerinos y palcos de prensa, entre otros.

### Cambio a grama natural y adecuaciones
En noviembre de 2016 iniciaron los trabajos de recuperación del escenario, incluyendo el cambio a grama natural Bermuda 419, que es la misma que usan los estadios que albergan juegos internacionales, esto después de 10 años de haber sido instalada la grama artificial, la cual cumplió su ciclo deportivo de vida útil. Además, se iniciaron trabajos para la instalación de silletería en las tribunas occidental alta y baja y oriental, lo que hizo reducir la capacidad del escenario a 25 000 espectadores. También se eliminó la malla perimetral, se instalaron equipos biomédicos y se le hicieron adecuaciones a los palcos de prensa y camerinos. La grama sintética que se le retiró fue utilizada en los espacios donde estaba la pista atlética que se eliminó, completando el ornato de los alrededores con plantas y flores decorativas. Estas obras se entregaron el 22 de junio de 2017.
Con motivo de la realización de la Fase Final del Torneo Preolímpico Sudamericano Sub-23 de 2020 en la ciudad, se construyeron dentro del estadio dos camerinos alternos, dos auditorios y una cafetería, además de adecuaciones en los camerinos principales, los baños, la sala de prensa y la zona de palcos de la tribuna occidental. Sin duda, la reforma más significativa fue la instalación de un tablero electrónico en la zona norte del estadio, con un moderno sistema de luces LED programables.

### Cambio de nombre
En el año 2017 se retomó la iniciativa existente desde hace varios años de cambiar el nombre actual del estadio por el de Hermán Aceros, gloria del deporte nacional y exjugador del Atlético Bucaramanga, pero no se concretó. Fallecido Aceros en 2018 la propuesta tomó un nuevo auge, al cumplir en su totalidad con los requisitos del Decreto 2759 de 1997. Tras el fallecimiento del ídolo histórico del Atlético Bucaramanga, Jose Américo Montanini, surgió una propuesta en la asamblea departamental para poner ese nombre al estadio, pues para muchos, el nombre de Alfonso López no tiene ningún arraigo en Santander, la idea que el nombre del estadio no tiene ningún arraigo en santander, es simplemente la opinión de quienes promovieron el cambio de nombre, desconociendo los hechos históricos que  sustentan el porque del nombre del estadio, dado que muchas de las obras de infraestructura claves para el departamento de Santander en su momento, se debieron a la decisión directa del presidente Alfonso Lopez Pumarejo, porque esta región del país, históricamente su población  militaba en el partido liberal colombiano y en las  ideas liberales.
El día 11 de junio de 2024, después de una encuesta realizada a través de su cuenta de Twitter, el Gobernador de Santander Juvenal Díaz anunció de manera oficial que, a partir de la fecha, el estadio departamental cambiaba su nombre por el de Américo Montanini. De igual forma, la villa olímpica de la ciudad pasaría a llamarse Hermán Aceros.

### Proyecto de remodelación y ampliación
A lo largo de su historia como infraestructura deportiva el estadio ha sido sometido a distintos proyectos de remodelación y ampliación. Siendo la intervención más cuestionada, por los actos de corrupción que se presentaron durante su remodelación, las obras de ingeniería que se realizaron en los años 2015 y 2016 durante el gobierno del gobernador del departamento de Santander Richard Aguilar.
Luego que el Club Atlético Bucaramanga fuera campeón de la Categoría Primera A el 15 de junio de 2024, tanto los hinchas como cuerpo técnico del club han exigido que el estadio fuera modernizado y ampliado para poder albergar más espectadores para la edición 2025 de la Copa Libertadores de América. Tanto el alcalde de Bucaramanga, Jaime Andrés Beltrán, como el gobernador de Santander, Juvenal Díaz, hablaron en sus redes sociales sobre este proyecto y sobre la recaudación de fondos para poder iniciar lo antes posible, de manera que se termine antes de que empiece la fase de grupos de la edición 2025 de la Copa Libertadores de América, instancia a la que logró clasificar el Atlético Bucaramanga.
A finales de 2024, el Estadio Américo José Montanini de Bucaramanga inició un proceso de adecuación de su infraestructura con el objetivo de modernizar sus instalaciones y cumplir con los estándares de la CONMEBOL para competiciones internacionales.  El proyecto, contemplado en el contrato N.° 024 de 2024 (proceso OBR-SCC-014-2024), contó con un presupuesto de más de 8 mil millones de pesos y un plazo de ejecución de dos meses. Las obras incluyeron la instalación de 352 proyectores LED de alta potencia, cada uno con un flujo luminoso superior a 130,000 lúmenes, para alcanzar una iluminancia que permita la óptima realización de eventos deportivos y transmisiones televisivas.  Además de la iluminación, se realizaron mejoras en la grama sintética de camerinos y zonas de preentreno, impermeabilización de la gradería, adecuación de palcos y la instalación de una red contraincendios.

## Ubicación y acceso
El estadio Américo Montanini se encuentra ubicado en la Villa Olímpica de la ciudad de Bucaramanga, entre la carrera 30 y la calle 14, sector conocido como San Alonso. Se puede llegar en automóvil, motocicleta y en rutas de buses que pasan permanentemente por sus alrededores, provenientes de cualquier sector de la ciudad que ofrece rutas de varios sectores de la ciudad hasta el estadio.

## Partidos Internacionales

### Selección Colombia de mayores
El Estadio Américo Montanini, además de ser la sede habitual del Atlético Bucaramanga, ha albergado en una oportunidad un partido de la Selección Colombia. El partido de carácter amistoso fue disputado el 30 de abril de 2008 contra la Selección de Venezuela, con un resultado final de 5-2 a favor del equipo colombiano.
| Amistoso; 30 de abril de 2008, 20:00 | Colombia | 5:2 (2:2) | Venezuela |                                 |  |
|                                      |          |           |           | Asistencia: 28 000 espectadores |  |

### Torneo Preolímpico Sudamericano Sub-23 de 2020
El Estadio Alfonso López albergó los seis partidos de la Fase final de dicha competición, que se realizó entre el 18 de enero y el 20 de febrero, para definir así los dos equipos de Conmebol participantes del torneo de fútbol en los Juegos Olímpicos de Tokio 2020.
| 3 de febrero de 2020 | Argentina                        | 3:2 (2:0) | Uruguay                   |  |  |
|                      | Mac Allister 18', 55' · Vera 39' |           | Ramírez 67' · Arezo 90+3' |  |  |

| 3 de febrero de 2020 | Brasil    | 1:1 (0:1) | Colombia  |  |  |
|                      | Cunha 71' |           | Cetré 27' |  |  |

| 6 de febrero de 2020 | Brasil                     | 1:1 (1:1) | Uruguay    |  |  |
|                      | De Arruabarrena 40' (a.g.) |           | Ugarte 35' |  |  |

| 6 de febrero de 2020 | Argentina            | 2:1 (0:0) | Colombia         |  |  |
|                      | Urzi 50' · Pérez 53' |           | Cetré 67' (pen.) |  |  |

| 9 de febrero de 2020 | Colombia  | 1:3 (0:1) | Uruguay                                    |  |  |
|                      | Cetré 78' |           | Ramírez 28' · Sanabria 53' · Rodríguez 61' |  |  |

| 9 de febrero de 2020 | Argentina | 0:3 (0:2) | Brasil                        |  |  |
|                      |           |           | Paulinho 13' · Cunha 30', 55' |  |  |

### Final de la Copa América Femenina 2022
El estadio fue sede de la final de la Copa América Femenina 2022 disputada entre las selecciones de Colombia y Brasil.
| Copa América Femenina 2022; 30 de julio de 2022, 19:00 | Colombia | 0:1 | Brasil |                                 |  |
|                                                        |          |     |        | Asistencia: 23 000 espectadores |  |

### Final sudamericano femenino sub-20 de 2010
El entonces llamado Estadio Alfonso López fue sede de la final del Sudamericano femenino sub-20 de 2010. 
| 17 de marzo de 2010, 20:00 | Colombia | 0:2 (0:1) | Brasil                     | Estadio Alfonso López, Bucaramanga    |                                       |
|                            |          |           | Oliveira 40' · Santana 84' | Árbitro(s): Shirley Cornejo (Bolivia) | Árbitro(s): Shirley Cornejo (Bolivia) |

## Otros eventos
- Juegos Deportivos Nacionales de Colombia de 1941 y 1996.
- Partidos de local del Atlético Bucaramanga en Copa Libertadores 1998 y 2025.
- Conciertos (Después del cambio a grama sintética se prohibieron esta clase de eventos en el escenario, aunque este veto se levantaría temporalmente para un evento musical en 2009. El veto a conciertos aún permanece después del cambio a grama Bermuda; sin embargo, en 2022, 2023 y 2024 autorizaron realizar allí los Megaconciertos de la Feria de Bucaramanga, en todos los casos con medidas especiales para cuidar la grama).
- Valida Nacional de Motocross en Freestyle de 2019 (con medidas de seguridad para evitar daños en la grama).
- Fase Final del Torneo Preolímpico Sudamericano Sub-23 de 2020.
- Partido entre América de Cali (haciendo de local) y Cerro Porteño de Paraguay por la Copa Libertadores 2021, debido a trabajos de mantenimiento en su escenario natural, el Estadio Pascual Guerrero de Cali.